# The Out-of-Towners (album de Keith Jarrett)
The Out-of-Towners est un album live de Keith Jarrett enregistré le 28 juillet 2001 au Bayerische Staatsoper de Munich. Il est sorti le 31 août 2004 sur le label ECM.

## Musiciens
- Keith Jarrett, piano
- Gary Peacock, contrebasse
- Jack DeJohnette, batterie

## Pistes
1. Intro/I Can't Believe That You're in Love With Me (Clarence Gaskill, McHugh) – 12:10
2. You've Changed (Bill Carey, Carl T. Fischer) – 8:13
3. I Love You (Cole Porter) – 10:00
4. The Out-of-Towners (Jarrett) – 19:45
5. Five Brothers (Gerry Mulligan) – 11:12
6. It's All in the Game (Charles Dawes, Carl Sigman) – 6:47

## Source
- (en) Cet article est partiellement ou en totalité issu de l’article de Wikipédia en anglais intitulé « The Out-of-Towners (album) » (voir la liste des auteurs).

1. ↑  https://www.ecmrecords.com/catalogue/143038751743/the-out-of-towners-keith-jarrett-gary-peacock-jack-dejohnette-keith-jarrett-gary-peacock-jack-dejohnette